# Тоганай
Тогана́й (укр. Тоганай, крымскотат. Toğanay, Тогъанай) — исчезнувшее село в Белогорском районе Республики Крым, на территории Зыбинского сельсовета. Располагалось на северо-востоке района, в степном Крыму, в долине реки Биюк-Карасу, на противоположном (левом) от современного села Мельники берегу.

## История
Идентифицировать название Тоганай в записанными в Карасубазарском кадылыке Карасубазарского каймаканства поселениями в Камеральном Описании Крыма… 1784 года пока не удалось, но, как Тонмоя, указана на карте Федора Чёрного 1790 года. После присоединения Крыма к России (8) 19 апреля 1783 года, (8) 19 февраля 1784 года, именным указом Екатерины II сенату, на территории бывшего Крымского Ханства была образована Таврическая область и деревня была приписана к Левкопольскому, а после ликвидации в 1787 году Левкопольского — к Феодосийскому уезду Таврической области. После Павловских реформ, с 1796 по 1802 год, входила в Акмечетский уезд Новороссийской губернии. По новому административному делению, после создания 8 (20) октября 1802 года Таврической губернии, Тоганай был включён в состав Уроскоджинской волости Феодосийского уезда.
Согласно Ведомости о числе селений, названиях оных, в них дворов… состоящих в Феодосийском уезде от 14 октября 1805 года, в деревне Тогай числилось 8 дворов и 42 жителя, исключительно крымских татар. На военно-топографической карте генерал-майора Мухина 1817 года деревня Тоганай обозначена с 14 дворами. Затем, видимо, в результате эмиграции крымских татар, деревня опустела и на картах 1836 и 1842 года Тоганай обозначен как развалины, далее поселение Тоганай на этом месте в доступных документах не встречается.